# Franz Swoboda
Franz Swoboda (15 de febrer de 1933 - 27 de juliol de 2017) fou un futbolista austríac de la dècada de 1950.
Fou internacional amb Àustria, amb la qual participà en la Copa del Món de 1958. Fou jugador de FK Austria Wien.